# Главацкий, Александр Иванович
Александр Иванович Главацкий (бел. Аляксандр Іванавіч Главацкі; род. 2 мая 1970, Солигорск, Минская область) — белорусский легкоатлет, специалист по прыжкам в длину и тройным прыжкам. Выступал за сборную Белоруссии по лёгкой атлетике в 1993—2004 годах, обладатель бронзовой медали чемпионата Европы в помещении, многократный победитель и призёр первенств национального значения, действующий рекордсмен страны в прыжках в длину на открытом стадионе и в помещении, участник двух летних Олимпийских игр. Мастер спорта Республики Беларусь международного класса.

## Биография
Александр Главацкий родился 2 мая 1970 года в городе Солигорске Минской области Белорусской ССР.
Впервые заявил о себе в лёгкой атлетике на международном уровне в сезоне 1993 года, когда вошёл в состав белорусской сборной и выступил на чемпиониате мира в Штутгарте, где в зачёте прыжков в длину стал седьмым.
В январе 1994 года на соревнованиях в Гомеле установил ныне действующий национальный рекорд в прыжках в длину в закрытых помещениях — 8,10 метра. Позднее отметился выступлением на чемпионате Европы в помещении в Париже, закрыл десятку сильнейших на чемпионате Европы в Хельсинки.
Будучи студентом, в 1995 году представлял Белоруссию на Универсиаде в Фукуоке, где в конечном счёте занял пятое место.
В 1996 году одержал победу на зимнем чемпионате России в Москве. Благодаря череде удачных выступлений удостоился права защищать честь страны на летних Олимпийских играх в Атланте — в финале прыгнул на 8,07 метра, расположившись в итоговом протоколе соревнования на седьмой строке. В том же сезоне на турнире в итальянском Сестриере установил ныне действующий рекорд Белоруссии на открытом стадионе — 8,33 метра.
В 1997 году был девятым на чемпионате мира в помещении в Париже и шестым на чемпионате мира в Афинах.
Начиная с 1998 года выступал преимущественно в тройном прыжке, в частности в этой дисциплине занял четвёртое место на чемпионате Европы в Будапеште.
В 2001 году в тройном прыжке показал восьмой результат на чемпионате мира в помещении в Лиссабоне, выступил на чемпионате мира в Эдмонтоне.
В 2002 году завоевал бронзовую награду на чемпионате Европы в помещении в Вене, стал шестым на чемпионате Европы в Мюнхене.
В 2003 году занял седьмое место на чемпионате мира в помещении в Бирмингеме и 11-е место на чемпионате мира в Париже.
Принимал участие в Олимпийских играх 2004 года в Афинах — на предварительном квалификационном этапе тройного прыжка показал результат 16,18 метра, чего оказалось недостаточно для выхода в финал.
За выдающиеся спортивные достижения удостоен почётного звания «Мастер спорта Республики Беларусь международного класса».
Впоследствии проявил себя на тренерском поприще, являлся личным тренером рекордсменки страны Ксении Децук.